# Ophidiomorpha
Ophidiomorpha es un clado compuesto por las serpientes y sus parientes más primitivos propuesto por Palci y Caldwell (2007) El clado fue definido como un clado basado en nodos que incluye al más reciente ancestro común de los dolicosáuridos, adriosaurios, Aphanizocnemus, los miembros extintos y actuales de Ophidia así como a todos sus descendientes.
La existencia de Ophidiomorpha como un clado puede ser problemática si es situado dentro de Pythonomorpha, un clado que en sí mismo es sujeto de debate en cuanto a incluir a los mosasáuridos y serpientes, su más reciente ancestro común y a todos sus descendientes. De hecho, muchos herpetólogos y paleontólogos del siglo XX rechazaron esa idea y se aprestaron a demostrar una relación cercana entre los mosasáuridos y los lagartos varánidos.
Pythonomorpha fue reutilizado por varios paleontólogos (Lee, 1997; Caldwell et Lee, 1997) quienes llevaron a cabo análisis cladísticos que parecen mostrar que las serpientes y mosasáuridos pueden haber estado más cercanamente relacionados entre sí que con los varánidos, y que las serpientes probablemente se originaron de ancestros acuáticos.